# 토미 핸슨
토미 핸슨 (Thomas J. "Tommy" Hanson Jr. , 1986년 8월 28일 ~ 2015년 11월 9일)은 메이저 리그 텍사스 레인저스의 선수이다. 2005년 22라운드에 애틀란타 브레이브스에 지명되어 입단했다. 2012년 11월 30일 LA 에인절스의 조단 월든과 1:1 트레이드 되어 로스앤젤레스 에인절스 오브 애너하임로 이적을 하였다. 2013년 시즌 13번 선발등판하였지만 4승3패 5.42의 방어율로 저조한 성적을 기록하며 논텐더로 풀려 FA신분이 되었다. 2014년 2월 11일 텍사스 레인저스와 1년 계약을 하였다. 2015년 11월 9일 코카인과 알코올 중독으로 인한 합병증과 급성 장기부전으로 사망하였다

## 마이너리그
2005년 MLB 드래프트 애틀랜타 브레이브스에 22라운드에 지명을 받아 입단했다. 2006년 루키리그, 2007년 싱글A와 싱글Adv-A, 2008년 싱글Adv-A와 더블A로 승격 하였다. 2008년 시즌 종료 후 애틀란타 브레이브스 산하 최우수 마이너 투수로 선정되었고 베이스볼 아메리카의 브레이브스 유망주 평가 부문에서 탑 랭킹에 뽑히기도 했다.

## 수상
2009년 내셔널리그 올해의 신인상

## 연도별 투수 성적
| 연 도     | 소 속     | 등 판 | 선 발 | 완 투 | 완 봉 | 무 4 구 | 승 리 | 패 전 | 세 이 브 | 홀 드 | 승 률 | 타 자 | 이 닝 | 피 안 타 | 피 홈 런 | 볼 넷 | 고 4 | 몸 맞 | 탈 삼 진 | 폭 투 | 보 크 | 실 점 | 자 책 점 | 평 자 책 | W H I P |
| --------- | --------- | ----- | ----- | ----- | ----- | ------- | ----- | ----- | -------- | ----- | ----- | ----- | ----- | -------- | -------- | ----- | ---- | ----- | -------- | ----- | ----- | ----- | -------- | -------- | ------- |
| 2009      | ATL       | 21    | 21    | 0     | 0     | 0       | 11    | 4     | 0        | 0     | .733  | 522   | 127.2 | 105      | 10       | 46    | 1    | 5     | 116      | 2     | 0     | 42    | 41       | 2.89     | 1.18    |
| 2010      | ATL       | 34    | 34    | 1     | 0     | 0       | 10    | 11    | 0        | 0     | .476  | 845   | 202.2 | 182      | 14       | 56    | 3    | 14    | 173      | 3     | 0     | 86    | 75       | 3.33     | 1.17    |
| 2011      | ATL       | 22    | 22    | 0     | 0     | 0       | 11    | 7     | 0        | 0     | .611  | 540   | 130.0 | 106      | 17       | 46    | 3    | 3     | 142      | 5     | 0     | 55    | 52       | 3.60     | 1.17    |
| 2012      | ATL       | 31    | 31    | 0     | 0     | 0       | 13    | 10    | 0        | 0     | .565  | 761   | 174.2 | 183      | 27       | 71    | 5    | 5     | 161      | 6     | 0     | 95    | 87       | 4.48     | 1.45    |
| 2013      | LAA       | 15    | 13    | 0     | 0     | 0       | 4     | 3     | 0        | 0     | .571  | 327   | 73.0  | 83       | 10       | 30    | 3    | 3     | 56       | 6     | 0     | 47    | 44       | 5.42     | 1.55    |
| 통산：5년 | 통산：5년 | 123   | 121   | 1     | 0     | 0       | 49    | 35    | 0        | 0     | .583  | 2995  | 708.0 | 659      | 78       | 249   | 15   | 30    | 648      | 22    | 0     | 325   | 299      | 3.80     | 1.28    |

- 2013년 기준